# ترينت أسيد
مايكل فيردي (12 نوفمبر 1980 - 18 يونيو 2010)، اشتهر باسمه في الحلبة (بالإنجليزية: Trent Acid)‏، هو مصارع محترف أمريكي راحل. عمل كمصارع لمعظم حياته المهنية.

## وفاته
في صباح يوم 18 يونيو 2010، عثرت والدة فيردي عليه فيردي ميتًا في منزله في فيلادلفيا. أقر مكتب الفاحص الطبي في فيلادلفيا بأنه مات بسبب جرعة زائدة من المخدرات.